# Kościół św. Wojciecha w Zagrobie

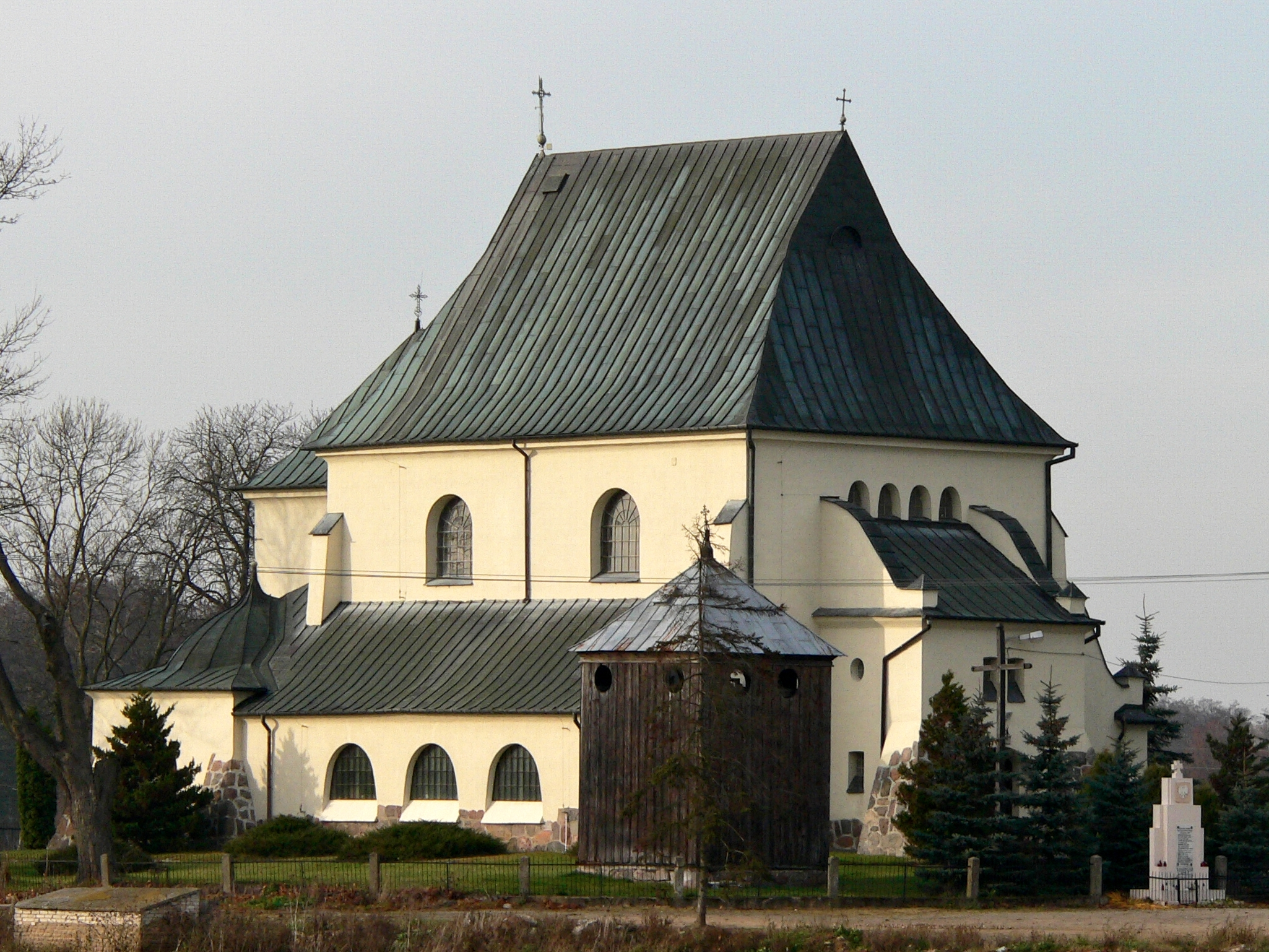

 Kościół parafialny św. Wojciecha w Zagrobie – rzymskokatolicki kościół parafialny należący do dekanatu bielskiego diecezji płockiej. Jeden z trzech zabytków wsi.
Kościół został wybudowany w latach 1916-1922 według projektu architekta Zdzisława Kalinowskiego. Drewniany poprzednik zbudowany w roku 1791 spłonął w 1914 roku.